# قائمة عارضات غلاف مجلة فوغ (النسخة العربية)
هذه قائمة نماذج غلاف فوغ النسخة العربية هي عبارة عن فهرس لنماذج الغلاف التي ظهرت على غلاف مجلة فوغ العربية، النسخة العربية من مجلة فوغ، بدءًا من العدد الأول للمجلة في آذار/مارس 2017.

## عقد 2010

### 2017
| العدد       | عارضة الغلاف                                           | المصور الفوتوغرافي |
| ----------- | ------------------------------------------------------ | ------------------ |
| مارس        | جيجي حديد                                              | اينز و فينود       |
| أبريل       | إيمان همام                                             | باتريك ديمارشيليه  |
| مايو        | بوجا مور                                               | بن هاسيت           |
| يونيو       | حليمة عدن                                              | غريغ كاديل         |
| يوليو/أغسطس | جوردان دون                                             | كونيت أكيروغلو     |
| سبتمبر      | بيلا حديد                                              | كارل لاغرفيلد      |
| أكتوبر      | عفاف جنيفان فريدة حلفة هناء بن عبد السلام كنزة الفراتي | توم مونرو          |
| نوفمبر      | ريانا                                                  | غريغ كاديل         |
| ديسمبر      | نورا عتال                                              | إيما سمرتون        |

### 2018
| العدد       | عارضة الغلاف                                               | المصور الفوتوغرافي |
| ----------- | ---------------------------------------------------------- | ------------------ |
| يناير       | نانسي عجرم                                                 | مايكل شوارتز       |
| فبراير      | إيرينا شايك                                                | ميغيل ريفيريغو     |
| مارس        | إيمان همام & إيمان                                         | باتريك ديمارشيليه  |
| أبريل       | أدوا ابوه                                                  | كاس بيرد           |
| مايو        | أمل بوشوشة هيا عبد السلام صبا مبارك سلمى أبو ضيف شيرين رضا | جاك واترلوت        |
| يونيو       | الأميرة هيفاء بنت عبد الله آل سعود                         | بو جورج            |
| يوليو/أغسطس | بالوما اليسر & آشلي غراهام                                 | ميغيل ريفيريغو     |
| سبتمبر      | نيكي ميناج                                                 | إيما سمرتون        |
| أكتوبر      | نادين لبكي                                                 | درو جاريت          |
| نوفمبر      | ناعومي كامبل                                               | كريس كولس          |
| ديسمبر      | هيلي بالدوين                                               | زوي غروسمان        |

### 2019
| العدد       | عارضة الغلاف                                           | المصور الفوتوغرافي  |
| ----------- | ------------------------------------------------------ | ------------------- |
| يناير       | نانسي عجرم                                             | الفارو بيمود        |
| فبراير      | سيارا                                                  | ماريانو فيفانكو     |
| مارس        | جيجي حديد                                              | بيتر ليندبيرغ       |
| أبريل       | أمينة عدن حليمة عدن إكرام عبدي عمر                     | تاكسيما يستي        |
| مايو        | ريم السعيدي & بيلا ماريا بريدي                         | الفارو بيمود كورتيس |
| مايو        | إليسا صيدناوي & آنا مورا صيدناوي                       | الفارو بيمود كورتيس |
| مايو        | هدى قطان & نور جيزيل                                   | الفارو بيمود كورتيس |
| يونيو       | ويني هارلو & شهد سليمان                                | دان بيليو           |
| يوليو/أغسطس | ياسمين صبري                                            | سيلغا ماغ           |
| سبتمبر      | كيم كارداشيان                                          | تكسيما يستي         |
| أكتوبر      | أمينة الدمرداش                                         | جوليا توريس         |
| أكتوبر      | أوغباد عبدي                                            | بيتر ليندبيرغ       |
| نوفمبر      | أدريانا ليما و‌سمير غانم                                | إليزافيتا بورودينا  |
| ديسمبر      | حياة مكارثي ليلى جريس مليكة المصلوحي نورا عتال نور رزق | دان بيليو           |

## عقد 2020

### 2020
| العدد       | عارضة الغلاف                                           | المصور الفوتوغرافي       |
| ----------- | ------------------------------------------------------ | ------------------------ |
| يناير       | تيليلا أولحاج                                          | إليزافيتا بورودينا       |
| فبراير      | نادين نسيب نجيم                                        | ماريانو فيفانكو          |
| مارس        | أصالة نصري                                             | حسن حجاج                 |
| مارس        | الشيخة حور القاسمي                                     | حسن حجاج                 |
| مارس        | يسرا                                                   | حسن حجاج                 |
| أبريل       | إيمان دينغ                                             | كارلا غولر، السيد (رسام) |
| أيار        | كونستانس جابلونسكي إيفا هيرزيغوفا إيمان همام نورا عتال | كونستانس جابلونسكي       |
| يونيو       | ماجدة الرومي                                           | ساندرا شدياق             |
| يوليو/أغسطس | كورتني كارداشيان                                       | أرفيد كولفين سميث        |
| سبتمبر      | هند صبري                                               | عمرو عز الدين            |
| أكتوبر      | فريدة خلفة                                             | جان بول غود              |
| نوفمبر      | ليلي كولينز                                            | توماس وايتسايد           |
| ديسمبر      | سيندي برونا أميرة الزهير صوفي الشهري                   | توم مونرو تكسيما يستي    |

### 2021
| العدد       | عارضة الغلاف                           | المصور الفوتوغرافي  |
| ----------- | -------------------------------------- | ------------------- |
| يناير       | منى زكي                                | دومين وفان دي فيلدي |
| فبراير      | طبعة الإبداع                           | موس المرابط         |
| مارس        | أبلة فاهيتا                            | أمينة زاهر          |
| أبريل       | محمد رمضان                             | ملاك قباني          |
| أيار        | مليكة المصلوحي                         | تيبو تيودور         |
| يونيو       | شهد سلمان وعبدالرحمن العمار            | أروى البنوي         |
| يوليو/أغسطس | بريشوس لي                              | باولا كوداكي        |
| سبتمبر      | الشيخة لطيفة بنت محمد بن راشد آل مكتوم | باولا كوداكي        |
| أكتوبر      | روضة محمد ونادية خيا                   | جوليان فالون        |
| نوفمبر      | بينيلوبي كروز                          | لويجي وإيانغو       |
| ديسمبر      | تايلور هيل                             | مازن أبو سرور       |

### 2022
| العدد       | عارضة الغلاف                         | المصور الفوتوغرافي  |
| ----------- | ------------------------------------ | ------------------- |
| يناير       | أدريانا ليما وعبد الطيب              | حسن حجاج            |
| فبراير      | ريتا أورا                            | جيريمي تشو          |
| مارس        | أمينة معادي هدى قطان نادين نسيب نجيم | توم مونرو           |
| أبريل       | أوغباد عبدي                          | لويجي وإيانغو       |
| أيار        | سميرة سعيد                           | فيليب جيلينسكا      |
| يونيو       | شانينا شايك                          | غريغ سوالز          |
| يوليو/أغسطس | نور رزق وساواي بادماناب سينغ         | نيشانث رادهاكريشنان |
| سبتمبر      | شارون ستون                           | نيما بناتي          |
| أكتوبر      | ديبيكا بادوكون                       | جوليان فالون        |
| نوفمبر      | ناديا نديم                           | سام راوادي          |
| نوفمبر      | ناعومي كامبل                         | سام راوادي          |
| ديسمبر      | إيمان همام عائشة همام                | بيبي بورثويك        |

### 2023
| العدد       | عارضة الغلاف | المصور الفوتوغرافي   |
| ----------- | --- | -------------------- |
| يناير       | أنس جابر | سام راوادي           |
| فبراير      | هدى قطان | بييرفرانشيسكو أرتيني |
| مارس        | سيندي كروفورد | توماس وايتسايد       |
| أبريل       | ياسمين صبري | نيما بناتي           |
| أيار        | حليمة عدن | يوسف أوباهو          |
| يونيو       | كانديس سواينبول، كوكو روتشا، إيزابيلي فونتانا، دونا بهدون، سارا سامبايو، توني غارن، ساشا لوس، أميرة الزهير، تليدة وصوفي الشهري | دومين وفان دي فيلدي  |
| يوليو/أغسطس | ريخا | تارون خيوال          |
| سبتمبر      | مريم بوقديدة، عواطف السعدي، فرنوش حميديان                                                                                      | ديزيريه ماتسون       |
| سبتمبر      | إسعاد يونس | ديزيريه ماتسون       |
| سبتمبر      | هيام عبد السلام | ديزيريه ماتسون       |
| أكتوبر      | ليدي مادونا | نيما بناتي           |
| نوفمبر      | الوقوف من أجل الإنسانية |                      |
| ديسمبر      | نور، زين ساجدي، منال بنشليخة، نوف السفياني، الماس، طمطم، يارا مصطفى، لورا ميخائيل، عائشة                                       | إسراء سام            |
| ديسمبر      | انهايبين | جانغ دوكوا           |
| ديسمبر      | أنيتا | إيفان إريك مينيزيس   |